# Conor Leslie

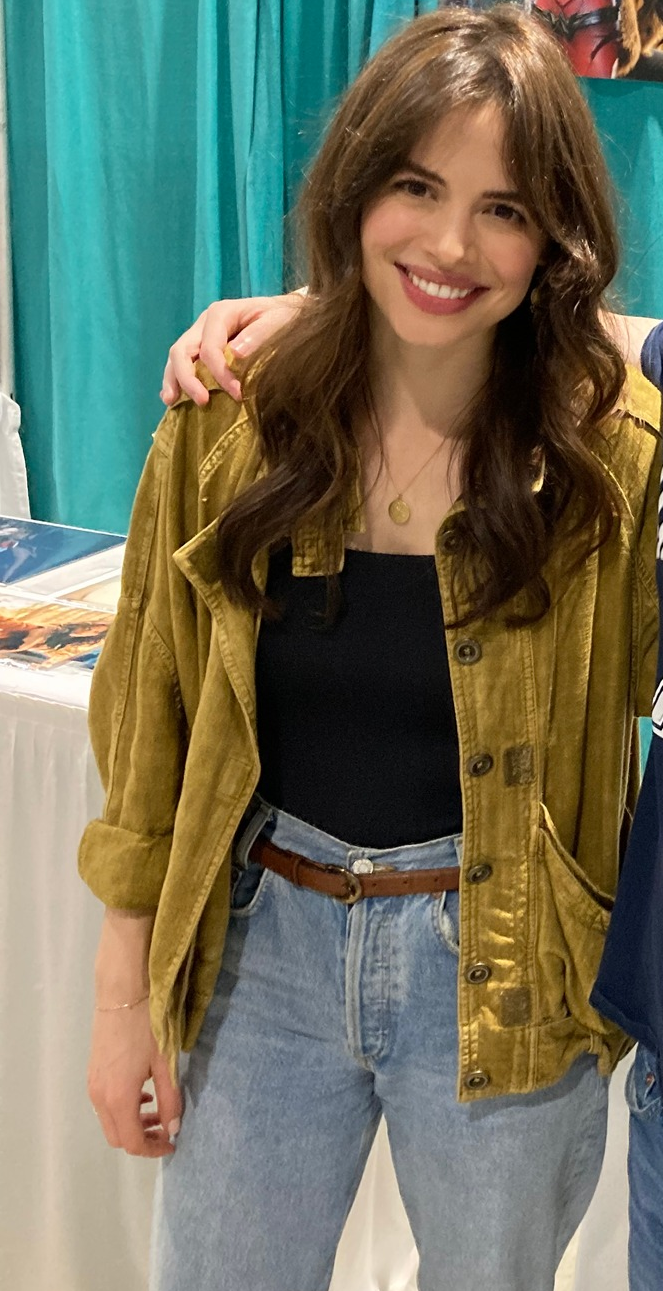
Conor Leslie på GalaxyCon i Richmond, Virginia, den 18 mars 2022.

Conor Marie Leslie, född 10 april 1991 i Livingston i New Jersey (uppvuxen i Millburn i samma delstat), är en amerikansk skådespelare.
Efter att ha inlett sin skådespelarkarriär i slutet av 2000-talet, fick hon sin första stora roll i thrillerfilmen Chained år 2012. Hon har därefter medverkat i ytterligare produktioner på TV, däribland i Discovery Channel-serien Klondike och Amazon Prime Video-serien Mannen i det höga slottet. Leslie fick sedan rollen som Donna Troy/Wonder Girl i DC Universes och HBO Max superhjälteserie Titans, där hon var en av huvudrollsinnehavarna under den andra och tredje säsongen.

## Filmografi (i urval)

### Filmer
| År   | Titel                 | Roll   | Noter |
| ---- | --------------------- | ------ | ----- |
| 2012 | Chained               | Angie  |       |
| 2015 | Dirty Beautiful       | Nicole |       |
| 2021 | Dark Web: Cicada 3301 | Gwen   |       |

### TV-serier
| År        | Titel                        | Roll                   | Noter                                       |
| --------- | ---------------------------- | ---------------------- | ------------------------------------------- |
| 2009      | The Unusuals                 | Karen Delmonte         | Avsnittet "The Circle Line"                 |
| 2010      | I lagens namn                | Eliza                  | Avsnittet "Rubber Room"                     |
| 2010      | Law & Order: Criminal Intent | Mia Caruso             | Avsnittet "Traffic"                         |
| 2010      | 90210                        | Parker                 | Avsnittet "Catch Me If You Cannon"          |
| 2011      | No Ordinary Family           | Chloe Cotten           | Avsnittet "No Ordinary Friends"             |
| 2013      | Rizzoli & Isles              | Ms. Barlow             | Avsnittet "Judge, Jury & Executioner"       |
| 2013–2014 | Revenge                      | Bianca                 | 3 avsnitt (säsong 3)                        |
| 2014      | Klondike                     | Sabine                 | Huvudroll                                   |
| 2014      | Hawaii Five-0                | Kelly Donovon          | Avsnittet "Ma Lalo o ka 'ili"               |
| 2015–2018 | Mannen i det höga slottet    | Trudy Walker           | Återkommande roll (säsong 1–3)              |
| 2015      | The Blacklist                | Gwen Hollander         | 2 avsnitt (säsong 3)                        |
| 2015      | Major Crimes                 | Mary Lowe              | Avsnittet "Blackout"                        |
| 2016      | Elementary                   | Molly Parsons          | Avsnittet "To Catch a Predator Predator"    |
| 2018–2021 | Titans                       | Donna Troy/Wonder Girl | 2 avsnitt (säsong 1) Huvudroll (säsong 2–3) |